# Chevrolet Townsman
La Townsman è un'autovettura full-size prodotta dalla Chevrolet dal 1953 al 1957 e dal 1969 al 1972 solo in versione familiare.

## Storia

### 1953–1957
Il modello fu introdotto nel 1953 come versione familiare della Two-Ten. Nel 1954 fu spostato nella più lussuosa gamma della Bel Air. Quest'ultima versione era dotata di pannelli laterali in finto legno. Nel 1955 e nel 1956 il modello fu ricollocato nella gamma della Two-Ten, mentre l'anno successivo fu disponibile per entrambi i modelli.
Il motore  base era un sei cilindri in linea e valvole in testa da 3.859 cm³ di cilindrata che sviluppava una potenza compresa tra i 108 CV ed i 140 CV. Nel 1955 furono introdotti dei motori V8.

### 1969–1972

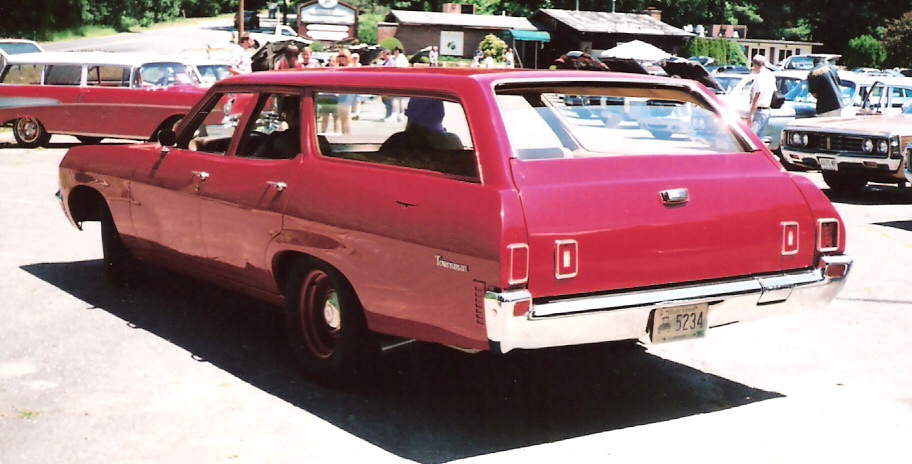
Una Chevrolet Townsman del 1970

Nel secondo periodo in cui in commercio, la Townsman fu basata sul pianale B del gruppo General Motors. Questa versione del modello fu disponibile solo con motori V8. I due propulsori disponibili avevano una cilindrata di 5,4 L e 7 L. Dal 1970 la cubatura dei due motori passò, rispettivamente, a 5,7 L e 7,4 L.
Nella gamma delle familiari Chevrolet la Townsman era più lussuosa della Chevrolet Brookwood ma meno ricercata della Chevrolet Kingswood. Nel 1971 furono disponibili il lunotto ed il portellone apribili elettricamente. Nell'occasione il passo aumentò. Ciò fece diventare la Townsman la più lunga Chevrolet per trasporto passeggeri mai costruita. Sempre nello stesso anno, fu disponibile il cambio automatico.